# Atlantoraphidia maculicollis
Atlantoraphidia maculicollis is een kameelhalsvliegen-soort uit de familie van de Raphidiidae. De soort komt voor in Europa. Hij werd voor het eerst wetenschappelijk beschreven door Stephens in 1836.

## Kenmerken
De soort onderscheidt zich van andere soorten door het ongevorkte gebogen adertje apikaal van het pterostigma in combinatie met de cel boven het pterostigma die net zo lang is als het pterostigma, maar naar achteren is geschoven met een halve lengte.